# Bandstone Block
Bandstone Block är en kulle i Antarktis. Den ligger i Västantarktis. Argentina, Chile och Storbritannien gör anspråk på området. Toppen på Bandstone Block är 271 meter över havet, eller 35 meter över den omgivande terrängen. Bredden vid basen är 1,3 km.
Terrängen runt Bandstone Block är kuperad västerut, men österut är den platt. Trakten är obefolkad. Det finns inga samhällen i närheten.